# فرد بارنت (بازیکن فوتبال انگلیسی)
فرد بارنت (انگلیسی: Fred Barnett؛ ۱۳ آوریل ۱۸۹۶ – ۱۹۸۲ (۸۵−۸۶ سال)) بازیکن فوتبال اهل بریتانیا بود.
از باشگاه‌هایی که در آن بازی کرده‌است می‌توان به باشگاه فوتبال واتفورد، باشگاه فوتبال ساوتند یونایتد، باشگاه فوتبال تاتنهام هاتسپر، و باشگاه فوتبال دارتفورد اشاره کرد.